# Be Careful
"Be Careful" är en Slow jam/R&B-låt framförd av den amerikanska sångerskan Sparkle och R. Kelly, komponerad av Kelly och Stephen George för Sparkles självbetitlade debutalbum (1998). 
I "Be Careful" sjunger Sparkle och R. Kelly om deras relation som håller på att krackelera och lyssnaren får höra bådas perspektiv på saken. Spåret släpptes som den ledande singeln från sångerskans debutalbum. Låten blev en enorm radiohit som endast fem veckor efter release hade spelats över 40 miljoner gånger av olika radiostationer i USA. Singeln, som blir Sparkles största hit till dato, klättrade till en 3:e plats på Billboards förgreningslista Rhythmic Top 40 samt låg hela 6 veckor som etta på Hot R&B Airplay. I Europa blev "Be Careful" en topp-tio hit i Storbritannien och Belgien.
Under 2000-talet använde media låten som ett emblem vid Sparkles och R. Kellys rättsliga bråk efter att Kelly ska ha haft sexuellt umgänge med sångerskans 14-åriga systerdotter vilket resulterade i att Sparkle vittnade mot Kelly för barnpornografi.  
I musikvideon för "Be Careful" visas vardagen för en afroamerikansk familj i de fattigare delarna av en stad.
R. Kellys hitsingel "When a Woman's Fed Up" är en fortsättning på denna låten.

## Format och innehållsförteckningar
| - Europeisk CD-singel 1. "Be Careful" (LP Version) - 5:16 2. "Be Careful" (Radio Edit No. 1) - 5:18 | - Amerikansk 12" Vinyl / CD-singel (A-sida) 1. "Be Careful" (Radio Version 1) 2. "Be Careful" (Radio Version 2) (B-sida) 1. "Be Careful" (Album Version) 2. "Be Careful" (Instrumental) |

## Listor
| Listor (1997-1998)                            | Topp position |
| --------------------------------------------- | ------------- |
| Storbritanniens UK Singles Chart              | 7             |
| Hollands Dutch Top-40                         | 4             |
| Belgiens Ultratop                             | 50            |
| Amerikanska Billboard Rhythmic Top 40         | 3             |
| Amerikanska Billboard Hot R&B/Hip-Hop Airplay | 1             |